# Saint-Blimont
Saint-Blimont ist eine nordfranzösische Gemeinde mit 884 Einwohnern (Stand 1. Januar 2022) im Département Somme in der Region Hauts-de-France. Die Gemeinde liegt im Arrondissement Abbeville und ist Teil des Kantons Friville-Escarbotin.

## Geographie
Die Gemeinde liegt am Übergang vom Vimeu zur picardischen Küste, vier Kilometer nördlich von Friville-Escarbotin und neun Kilometer südwestlich von Saint-Valery-sur-Somme. Zur Gemeinde gehören die Ortsteile Élincourt im Norden sowie Ebalet, Offeux und La Râperie im Süden. Das Gemeindegebiet liegt im Regionalen Naturpark Baie de Somme Picardie Maritime.

## Geschichte
Das Entstehen des Orts wird auf den heiligen Walaricus (Valery), den Gründer des Klosters Leuconay, aus dem sich Saint-Valery-sur-Somme entwickelte, zurückgeführt, der im Jahr 615 Blimond geheilt haben soll. Die Herrschaft hieß bis zur Französischen Revolution Saint-Blimond; 1682 wurde sie zur Markgrafschaft erhoben.

## Wirtschaft
In der Gemeinde befinden sich mehrere Industriebetriebe (hauptsächlich Schlosserei).

## Einwohner
| 1962 | 1968 | 1975 | 1982 | 1990 | 1999 | 2006 | 2011 |
| ---- | ---- | ---- | ---- | ---- | ---- | ---- | ---- |
| 968  | 958  | 989  | 1056 | 1046 | 948  | 940  | 942  |

## Verwaltung
Bürgermeister (maire) ist seit 2014 José Marque.

## Sehenswürdigkeiten
- Wachtturm aus dem 15. Jahrhundert dient heute als Glockenturm
- Kirche Saint-Blimont aus dem 19. Jahrhundert, mit Taufbecken, Reliquiar und Statue des heiligen Blimond, teilweise in der Base Palissy geschützt[1]
- Fabrikgebäude von Deny & Cie[2]
- „Château des Lumières“, Villa, aus dem 19. Jahrhundert in Offeux[3]
- Schloss in Élincourt